# حسن عبد الفتاح
حسن عبد الفتاح (مواليد 17 أغسطس 1982) لاعب كرة قدم أردني معتزل. لعب في خط الوسط في نادي الوحدات وفي منتخب الأردن لكرة القدم.

## حياته
لعب مع نادي الكرامة السوري وساعده بتحقيق انتصارات عديدة ثم عاد لناديه الوحدات له مهارات جميلة في كرة القدم سجل هدف بمرمى اليرموك في الدوري الأردني للمحترفين 2010–2011 وسجل هدفا تاريخيآ في مرمى النصر السعودي وفي مرمى شباب الأردن.
وكان قد ترشح موسم 2010 لأفضل لاعب في آسيا وقد سجل حديثا في نهائيات امم آسيا في قطر 2011 في مرمى اليابان في الدقيقة ال 44 وهي المباراة التي انتهت بالتعادل بعد أن نجح اليابان في تسجيل هدف التعادل في الدقيقة الثانية الوقت بدل الضائع.
وحصل على لقب «رجل المباراة» في مباراة المنتخب الأردني ضد نظيره السعودي في البطولة نفسها عندما فاز الأردن 1-0 على السعودية.
وقد شارك حسن في دوري نجوم قطر مع نادي الخريطيات القطري وحصل على لقب هداف الدوري
وشارك أيضا مع المنتخب الوطني في التصفيات المشتركة المؤهلة لكأس العالم وكأس اسيا وقد لعب في مباراة الأردن وطجكستان وادخل ثلاثة اهداف متتالية محققا الهاتريك الأول في التصفيات
وفي المجموعة نفسها لعب حسن ضد أستراليا فأدخل على الحارس الأسترالي الهدف الأول من ركلة جزاء

## اعتزاله
اعتزل اللعب بتاريخ 19 يوليو 2019 حيث لعب آخر مبارياته ضد فريق الرمثا . اقيمت المباراة على ستاد الملك عبد الله الثاني وانتهت بفوز الوحدات بنتيجة 3-1. 

## روابط خارجية
- حسن عبد الفتاح على موقع الاتحاد الدولي (مؤرشف)  (الإنجليزية)
- حسن عبد الفتاح على موقع ناشيونال فوتبول تيمز (الإنجليزية)
- حسن عبد الفتاح على موقع Soccerway.com (الإنجليزية)
- حسن عبد الفتاح على موقع كووورة